# Serie A1 i volleyboll 2012–2013 (damer)
Serie A1 2012-2013 utspelade sig mellan 20 oktober 2012 och 11 maj 2013. Det var den 68:e upplagan av turneringen, som är för italienska klubblag i volleyboll och utser italienska mästare. I serien deltog 12 lag och River Volley blev mästare för första gången genom att besegra Imoco Volley i finalen. . Universal Volley Modena och Crema Volley åkte ur serien. Lise van Hecke var främsta poängvinnare under grundserien med 337 poäng.

## Regelverk

### Format
- Tävlingen bestod av en grundserie, där alla möte alla, både hemma och borta och ett slutspel i cupformat.
- De tio första lagen i serien genomförde sedan en slutspelscup. 
  - Lagen på plats 7-10 i serien spelade åttondelsfinaler, medan övriga lag gick in på kvartsfinalnivå. Åttondelsfinalerna genomfördes i form av hemma- och bortamatch. Om lagen vann lika många sätt avgjordes mötet med ett golden set.
  - Kvartsfinalerna och semifinalerna spelades i bäst av tre matcher
  - Finalen spelades i bäst av fem matcher.
- De tvåa sista lagen i serien flyttades ner till Serie A2

### Rankningskriterier
Om slutresultatet blev 3-0 eller 3-1 tilldelades 3 poäng till det vinnande laget och 0 till det förlorande laget, om slutresultatet blev 3-2 tilldelades 2 poäng till det vinnande laget och 1 till det förlorande laget. 
Rankningsordningen i serien definierades utifrån:
- Poäng
- Antal vunna matcher
- Kvot vunna / förlorade set
- Kvot vunna / förlorade poäng.

## Deltagande lag
Tolv lag deltog i serien. Nyuppflyttade från Serie A2 var Cuatto Volley Giaveno som vann serien och Crema Volley, som vann uppflyttningsslutspelet. Två lag som hade rätt att delta, Parma Volley Girls och Asystel Volley, drog sig ur och Imoco Volley och Volley 2002 Forlì tog deras platser. Under mästerskapet drog sig Crema Volley och Universal Volley Modena ur serien och resultaten från klubbarnas matcher ströks.
| Klubb                                                      | Ort           | Hemmaplan              | Föregående säsong                               |
| ---------------------------------------------------------- | ------------- | ---------------------- | ----------------------------------------------- |
| Volley Bergamo                                             | Bergamo       | Palazzetto dello sport | 6:a i Serie A1; semifinal i slutspelet          |
| Futura Volley Busto Arsizio                                | Busto Arsizio | PalaPiantanida         | 1:a i Serie A1; italiensk mästare               |
| Chieri Torino Volley Club                                  | Turin         | PalaRuffini            | 10:a i Serie A1                                 |
| Crema Volley                                               | Crema         | PalaBertoni            | 4:a i Serie A2; vinnare uppflyttningsslutspelet |
| Cuatto Volley Giaveno                                      | Giaveno       | Palazzetto dello Sport | 1:a i Serie A2                                  |
| Volley 2002 Forlì                                          | Forlì         | PalaDozza              | 15:a i Serie A2                                 |
| Imoco Volley                                               | Conegliano    | PalaVerde              | -                                               |
| River Volley                                               | Piacenza      | PalaBanca              | 4:a i Serie A1; semifinal i slutspelet          |
| Robur Tiboni Volley Urbino                                 | Urbino        | PalaMondolce           | 3:a i Serie A1; kvartsfinal i slutspelet        |
| Robursport Volley Pesaro                                   | Pesaro        | PalaCampanara          | 7:a i Serie A1; kvartsfinal i slutspelet        |
| Universal Volley Modena                                    | Modena        | PalaPanini             | 5:a i Serie A1; kvartsfinal i slutspelet        |
| Gruppo Sportivo Oratorio Pallavolo Femminile Villa Cortese | Villa Cortese | PalaBorsani            | 2:a i Serie A1; final i slutspelet              |

## Turneringen

### Grundserien

#### Resultat
| Första omgången                                  |                                |     |                                   |
|                                                  |                                |     |                                   |
| Lag som inte spelar: River och Robursport Pesaro |                                |     |                                   |
| 20-10                                            | Busto Arsizio - Cuatto Giaveno | 3-1 | 22-25, 25-23, 25-20, 25-13        |
| 21-10                                            | Forlì Bologna - Villa Cortese  | 2-3 | 17-25, 25-19, 22-25, 25-21, 11-15 |
| 20-10                                            | Robur Tiboni Urbino - Imoco    | 1-3 | 11-25, 25-23, 20-25, 16-25        |
| 21-10                                            | Chieri Torino - Bergamo        | 3-2 | 25-20, 14-25, 19-25, 25-21, 20-18 |

| Andra omgången                                     |                                |     |                                   |
|                                                    |                                |     |                                   |
| Lag som inte spelar: Robur Tiboni Urbino och Imoco |                                |     |                                   |
| 28-10                                              | Bergamo - Busto Arsizio        | 3-2 | 25-19, 20-25, 25-22, 20-25, 15-13 |
| 28-10                                              | Villa Cortese - Chieri Torino  | 3-0 | 25-15, 25-22, 25-21               |
| 28-10                                              | Robursport Pesaro - River      | 0-3 | 13-25, 21-25, 23-25               |
| 28-10                                              | Cuatto Giaveno - Forlì Bologna | 3-0 | 25-22, 25-20, 25-13               |

| Tredje omgången                                      |                                      |     |                                   |
|                                                      |                                      |     |                                   |
| Lag som inte spelar: Busto Arsizio och Villa Cortese |                                      |     |                                   |
| 04-11                                                | Robur Tiboni Urbino - Cuatto Giaveno | 3-0 | 25-18, 25-19, 25-20               |
| 04-11                                                | River - Bergamo                      | 2-3 | 25-20, 19-25, 26-24, 22-25, 10-15 |
| 04-11                                                | Chieri Torino - Robursport Pesaro    | 3-1 | 26-24, 27-29, 25-20, 25-21        |
| 03-11                                                | Forlì Bologna - Imoco                | 0-3 | 21-25, 16-25, 14-25               |

| Fjärde omgången                                       |                                   |     |                                   |
|                                                       |                                   |     |                                   |
| Lag som inte spelar: Forlì Bologna och Cuatto Giaveno |                                   |     |                                   |
| 11-11                                                 | Robursport Pesaro - Busto Arsizio | 3-0 | 25-20, 25-21, 28-26               |
| 11-11                                                 | Villa Cortese - Imoco             | 0-3 | 20-25, 21-25, 23-25               |
| 11-11                                                 | Bergamo - Robur Tiboni Urbino     | 3-2 | 22-25, 25-16, 20-25, 25-22, 15-11 |
| 11-11                                                 | River - Chieri Torino             | 3-0 | 25-21, 25-15, 25-15               |

| Femte omgången                               |                                     |     |                                  |
|                                              |                                     |     |                                  |
| Lag som inte spelar: Chieri Torino och River |                                     |     |                                  |
| 18-11                                        | Robur Tiboni Urbino - Busto Arsizio | 1-3 | 17-25, 25-18, 18-25, 21-25       |
| 18-11                                        | Villa Cortese - Robursport Pesaro   | 2-3 | 25-22, 25-19, 22-25, 19-25, 7-15 |
| 18-11                                        | Forlì Bologna - Bergamo             | 0-3 | 22-25, 21-25, 15-25              |
| 18-11                                        | Imoco - Cuatto Giaveno              | 1-3 | 22-25, 25-20, 20-25, 20-25       |

| Sjätte omgången                                    |                                |     |                                   |
|                                                    |                                |     |                                   |
| Lag som inte spelar: Imoco och Robur Tiboni Urbino |                                |     |                                   |
| 25-11                                              | Busto Arsizio - River          | 3-0 | 26-24, 25-19, 25-22               |
| 25-11                                              | Cuatto Giaveno - Villa Cortese | 3-2 | 19-25, 25-23, 18-25, 25-23, 15-11 |
| 23-11                                              | Robursport Pesaro - Bergamo    | 1-3 | 21-25, 25-21, 20-25, 18-25        |
| 24-11                                              | Forlì Bologna - Chieri Torino  | 1-3 | 25-20, 14-25, 15-25, 22-25        |

| Sjunde omgången                                 |                                     |     |                            |
|                                                 |                                     |     |                            |
| Lag som inte spelar: Cuatto Giaveno och Bergamo |                                     |     |                            |
| 02-12                                           | Chieri Torino - Busto Arsizio       | 1-3 | 20-25, 20-25, 25-18, 19-25 |
| 01-12                                           | Villa Cortese - Robur Tiboni Urbino | 3-1 | 29-27, 25-18, 23-25, 25-18 |
| 02-12                                           | River - Forlì Bologna               | 3-0 | 25-17, 25-18, 25-19        |
| 02-12                                           | Robursport Pesaro - Imoco           | 0-3 | 18-25, 19-25, 23-25        |

| Åttonde omgången       |                                   |     |                                   |
|                        |                                   |     |                                   |
| Lag som inte spelar: - |                                   |     |                                   |
| 09-12                  | Busto Arsizio - Villa Cortese     | 3-1 | 23-25, 29-27, 25-21, 25-20        |
| 08-12                  | Robur Tiboni Urbino - River       | 1-3 | 25-23, 22-25, 16-25, 16-25        |
| 09-12                  | Cuatto Giaveno - Bergamo          | 0-3 | 21-25, 20-25, 19-25               |
| 09-12                  | Forlì Bologna - Robursport Pesaro | 0-3 | 23-25, 15-25, 14-25               |
| 08-12                  | Imoco - Chieri Torino             | 2-3 | 28-30, 25-20, 25-22, 13-25, 18-20 |

| Nionde omgången                                      |                                         |     |                            |
|                                                      |                                         |     |                            |
| Lag som inte spelar: Villa Cortese och Chieri Torino |                                         |     |                            |
| 16-12                                                | Busto Arsizio - Forlì Bologna           | 3-0 | 25-15, 25-17, 25-14        |
| 16-12                                                | Robursport Pesaro - Robur Tiboni Urbino | 1-3 | 25-16, 21-25, 20-25, 22-25 |
| 15-12                                                | River - Cuatto Giaveno                  | 3-0 | 25-13, 25-17, 26-24        |
| 16-12                                                | Bergamo - Imoco                         | 3-1 | 26-24, 23-25, 25-18, 25-21 |

| Tionde omgången                                |                                     |     |                                   |
|                                                |                                     |     |                                   |
| Lag som inte spelar: Bergamo och Forlì Bologna |                                     |     |                                   |
| 22-12                                          | Imoco - Busto Arsizio               | 0-3 | 19-25, 18-25, 18-25               |
| 22-12                                          | Villa Cortese - River               | 3-1 | 22-25, 25-21, 25-18, 25-17        |
| 22-12                                          | Robur Tiboni Urbino - Chieri Torino | 3-1 | 30-32, 27-25, 25-22, 25-15        |
| 22-12                                          | Cuatto Giaveno - Robursport Pesaro  | 2-3 | 24-26, 16-25, 25-23, 25-22, 12-15 |

| Elfte omgången                                           |                                     |     |                                   |
|                                                          |                                     |     |                                   |
| Lag som inte spelar: Robursport Pesaro och Busto Arsizio |                                     |     |                                   |
| 26-12                                                    | Bergamo - Villa Cortese             | 3-2 | 23-25, 25-19, 25-20, 20-25, 15-13 |
| 26-12                                                    | Forlì Bologna - Robur Tiboni Urbino | 1-3 | 25-21, 21-25, 14-25, 20-25        |
| 26-12                                                    | River - Imoco                       | 3-0 | 25-15, 25-22, 25-19               |
| 26-12                                                    | Chieri Torino - Cuatto Giaveno      | 3-1 | 19-25, 25-18, 25-12, 25-16        |

| Tolfte omgången                                  |                                |     |                                   |
|                                                  |                                |     |                                   |
| Lag som inte spelar: River och Robursport Pesaro |                                |     |                                   |
| 06-01                                            | Cuatto Giaveno - Busto Arsizio | 0-3 | 23-25, 21-25, 15-25               |
| 06-01                                            | Villa Cortese - Forlì Bologna  | 3-0 | 25-18, 25-17, 25-17               |
| 06-01                                            | Imoco - Robur Tiboni Urbino    | 2-3 | 21-25, 25-19, 25-21, 16-25, 10-15 |
| 05-01                                            | Bergamo - Chieri Torino        | 2-3 | 25-14, 26-28, 22-25, 25-12, 12-15 |

| Trettonde omgången                                 |                                |     |                                  |
|                                                    |                                |     |                                  |
| Lag som inte spelar: Robur Tiboni Urbino och Imoco |                                |     |                                  |
| 20-01                                              | Busto Arsizio - Bergamo        | 3-1 | 25-14, 22-25, 25-16, 25-19       |
| 20-01                                              | Chieri Torino - Villa Cortese  | 2-3 | 25-23, 23-25, 25-19, 21-25, 9-15 |
| 19-01                                              | River - Robursport Pesaro      | 1-3 | 25-19, 23-25, 23-25, 20-25       |
| 20-01                                              | Forlì Bologna - Cuatto Giaveno | 3-2 | 24-26, 25-23, 25-16, 22-25, 15-6 |

| Fjortonde omgången                                   |                                      |     |                                   |
|                                                      |                                      |     |                                   |
| Lag som inte spelar: Busto Arsizio och Villa Cortese |                                      |     |                                   |
| 03-02                                                | Cuatto Giaveno - Robur Tiboni Urbino | 2-3 | 23-25, 25-23, 29-27, 30-32, 12-15 |
| 02-02                                                | Bergamo - River                      | 1-3 | 21-25, 25-22, 24-26, 22-25        |
| 03-02                                                | Robursport Pesaro - Chieri Torino    | 1-3 | 25-22, 16-25, 22-25, 24-26        |
| 02-02                                                | Imoco - Forlì Bologna                | 3-1 | 25-20, 22-25, 25-23, 26-24        |

| Femtonde omgången                                     |                                   |     |                                   |
|                                                       |                                   |     |                                   |
| Lag som inte spelar: Forlì Bologna och Cuatto Giaveno |                                   |     |                                   |
| 09-02                                                 | Busto Arsizio - Robursport Pesaro | 3-2 | 22-25, 25-15, 25-23, 25-27, 15-13 |
| 10-02                                                 | Imoco - Villa Cortese             | 3-2 | 23-25, 25-23, 25-23, 21-25, 15-13 |
| 10-02                                                 | Robur Tiboni Urbino - Bergamo     | 0-3 | 16-25, 17-25, 23-25               |
| 09-02                                                 | Chieri Torino - River             | 3-1 | 25-27, 25-22, 26-24, 25-21        |

| Sextonde omgången                            |                                     |     |                                  |
|                                              |                                     |     |                                  |
| Lag som inte spelar: Chieri Torino och River |                                     |     |                                  |
| 17-02                                        | Busto Arsizio - Robur Tiboni Urbino | 3-1 | 25-15, 15-25, 29-27, 25-20       |
| 17-02                                        | Robursport Pesaro - Villa Cortese   | 3-2 | 22-25, 25-21, 25-21, 16-25, 15-7 |
| 17-02                                        | Bergamo - Forlì Bologna             | 3-2 | 18-25, 23-25, 25-23, 25-22, 15-8 |
| 16-02                                        | Cuatto Giaveno - Imoco              | 1-3 | 25-23, 17-25, 18-25, 22-25       |

| Sjuttonde omgången                                 |                                |     |                                   |
|                                                    |                                |     |                                   |
| Lag som inte spelar: Imoco och Robur Tiboni Urbino |                                |     |                                   |
| 23-02                                              | River - Busto Arsizio          | 3-2 | 25-16, 21-25, 21-25, 25-12, 15-12 |
| 24-02                                              | Villa Cortese - Cuatto Giaveno | 3-1 | 21-25, 25-15, 25-17, 25-22        |
| 24-02                                              | Bergamo - Robursport Pesaro    | 3-0 | 25-21, 28-26, 25-22               |
| 24-02                                              | Chieri Torino - Forlì Bologna  | 1-3 | 27-25, 22-25, 21-25, 24-26        |

| Artonde omgången                                |                                     |     |                                   |
|                                                 |                                     |     |                                   |
| Lag som inte spelar: Cuatto Giaveno och Bergamo |                                     |     |                                   |
| 02-03                                           | Busto Arsizio - Chieri Torino       | 3-1 | 25-14, 28-30, 25-17, 25-17        |
| 03-03                                           | Robur Tiboni Urbino - Villa Cortese | 2-3 | 20-25, 28-26, 21-25, 25-19, 11-15 |
| 06-03                                           | Forlì Bologna - River               | 1-3 | 22-25, 25-21, 17-25, 21-25        |
| 03-03                                           | Imoco - Robursport Pesaro           | 3-1 | 25-21, 22-25, 25-17, 25-23        |

| Nittonde omgången      |                                   |     |                                   |
|                        |                                   |     |                                   |
| Lag som inte spelar: - |                                   |     |                                   |
| 21-03                  | Villa Cortese - Busto Arsizio     | 1-3 | 22-25, 25-10, 23-25, 24-26        |
| 10-03                  | River - Robur Tiboni Urbino       | 3-0 | 25-19, 25-16, 25-23               |
| 09-03                  | Bergamo - Cuatto Giaveno          | 2-3 | 26-28, 25-15, 25-16, 25-27, 14-16 |
| 10-03                  | Robursport Pesaro - Forlì Bologna | 3-2 | 23-25, 25-22, 24-26, 25-21, 16-14 |
| 09-03                  | Chieri Torino - Imoco             | 3-0 | 25-19, 25-14, 25-22               |

| Tjugonde omgången                                    |                                         |     |                            |
|                                                      |                                         |     |                            |
| Lag som inte spelar: Villa Cortese och Chieri Torino |                                         |     |                            |
| 24-03                                                | Forlì Bologna - Busto Arsizio           | 0-3 | 15-25, 21-25, 18-25        |
| 23-03                                                | Robur Tiboni Urbino - Robursport Pesaro | 1-3 | 23-25, 24-26, 25-19, 18-25 |
| 27-03                                                | Cuatto Giaveno - River                  | 1-3 | 17-25, 27-25, 21-25, 19-25 |
| 24-03                                                | Imoco - Bergamo                         | 3-0 | 25-21, 25-16, 25-20        |

| Tjugoförsta omgången                           |                                     |     |                                   |
|                                                |                                     |     |                                   |
| Lag som inte spelar: Bergamo och Forlì Bologna |                                     |     |                                   |
| 30-03                                          | Busto Arsizio - Imoco               | 3-1 | 25-19, 27-25, 22-25, 29-27        |
| 30-03                                          | River - Villa Cortese               | 3-2 | 25-16, 19-25, 22-25, 25-23, 17-15 |
| 30-03                                          | Chieri Torino - Robur Tiboni Urbino | 1-3 | 25-18, 19-25, 21-25, 19-25        |
| 30-03                                          | Robursport Pesaro - Cuatto Giaveno  | 3-0 | 25-23, 25-16, 25-17               |

| Tjugoandra omgången                                      |                                     |     |                                   |
|                                                          |                                     |     |                                   |
| Lag som inte spelar: Robursport Pesaro och Busto Arsizio |                                     |     |                                   |
| 06-04                                                    | Villa Cortese - Bergamo             | 3-1 | 25-22, 17-25, 25-19, 25-19        |
| 06-04                                                    | Robur Tiboni Urbino - Forlì Bologna | 3-2 | 25-19, 24-26, 26-24, 24-26, 15-11 |
| 06-04                                                    | Imoco - River                       | 1-3 | 19-25, 20-25, 25-21, 24-26        |
| 06-04                                                    | Cuatto Giaveno - Chieri Torino      | 1-3 | 24-26, 25-23, 21-25, 19-25        |

#### Sluttabell
| Pos. | Lag                                                        | Pt                           | S                            | V                            | F                            | VS                           | FS                           | Kvot                         | VP                           | FP                           | Kvot                         |
| ---- | ---------------------------------------------------------- | ---------------------------- | ---------------------------- | ---------------------------- | ---------------------------- | ---------------------------- | ---------------------------- | ---------------------------- | ---------------------------- | ---------------------------- | ---------------------------- |
| 1.   | Futura Volley Busto Arsizio                                | 46                           | 18                           | 15                           | 3                            | 49                           | 20                           | 2,450                        | 1 617                        | 1 440                        | 1,122                        |
| 2.   | River Volley                                               | 38                           | 18                           | 13                           | 5                            | 44                           | 24                           | 1,833                        | 1 588                        | 1 429                        | 1,111                        |
| 3.   | Volley Bergamo                                             | 31                           | 18                           | 11                           | 7                            | 42                           | 33                           | 1,272                        | 1 675                        | 1 586                        | 1,056                        |
| 4.   | Gruppo Sportivo Oratorio Pallavolo Femminile Villa Cortese | 30                           | 18                           | 9                            | 9                            | 41                           | 37                           | 1,108                        | 1 729                        | 1 650                        | 1,047                        |
| 5.   | Imoco Volley                                               | 28                           | 18                           | 9                            | 9                            | 35                           | 33                           | 1,060                        | 1 531                        | 1 514                        | 1,011                        |
| 6.   | Chieri Torino Volley Club (-1)                             | 27                           | 18                           | 10                           | 8                            | 37                           | 36                           | 1,027                        | 1 625                        | 1 648                        | 0,986                        |
| 7.   | Robursport Volley Pesaro                                   | 24                           | 18                           | 9                            | 9                            | 34                           | 37                           | 0,918                        | 1 578                        | 1 588                        | 0,993                        |
| 8.   | Robur Tiboni Volley Urbino                                 | 23                           | 18                           | 8                            | 10                           | 34                           | 40                           | 0,850                        | 1 618                        | 1 672                        | 0,967                        |
| 9.   | Cuatto Volley Giaveno                                      | 13                           | 18                           | 4                            | 14                           | 24                           | 47                           | 0,510                        | 1 463                        | 1 668                        | 0,877                        |
| 10.  | Volley 2002 Forlì                                          | 9                            | 18                           | 2                            | 16                           | 18                           | 51                           | 0,352                        | 1 384                        | 1 613                        | 0,858                        |
|      | Universal Volley Modena                                    | Drog sig ur 23 januari 2013. | Drog sig ur 23 januari 2013. | Drog sig ur 23 januari 2013. | Drog sig ur 23 januari 2013. | Drog sig ur 23 januari 2013. | Drog sig ur 23 januari 2013. | Drog sig ur 23 januari 2013. | Drog sig ur 23 januari 2013. | Drog sig ur 23 januari 2013. | Drog sig ur 23 januari 2013. |
|      | Crema Volley                                               | Drog sig ur 10 januari 2013. | Drog sig ur 10 januari 2013. | Drog sig ur 10 januari 2013. | Drog sig ur 10 januari 2013. | Drog sig ur 10 januari 2013. | Drog sig ur 10 januari 2013. | Drog sig ur 10 januari 2013. | Drog sig ur 10 januari 2013. | Drog sig ur 10 januari 2013. | Drog sig ur 10 januari 2013. |

      Kvalificerade för kvartsfinal i slutspelet
      Kvalificerade för åttondelsfinal i slutspelet.
      Drog sig ur under seriens gång.
Not:
Chieri Torino fick ett poängavdrag på en poäng.

### Slutspel

#### Spelschema
|  | Omgång 1 | Omgång 1                   | Omgång 1 | Omgång 1 |  |  | Kvartsfinaler | Kvartsfinaler                                              | Kvartsfinaler | Kvartsfinaler | Kvartsfinaler |   |   | Semifinaler | Semifinaler                 | Semifinaler | Semifinaler  | Semifinaler |   |   | Final | Final | Final | Final | Final | Final | Final |  |
|  |          |                            |          |          |  |  |               |                                                            |               |               |               |   |   |             |                             |             |              |             |   |   |       |       |       |       |       |       |       |  |
|  |          |                            |          |          |  |  | 1             | Futura Volley Busto Arsizio                                | 3             | 3             |               |   |   |             |                             |             |              |             |   |   |       |       |       |       |       |       |       |  |
|  | 8        | Robur Tiboni Volley Urbino | 3        | 0        |  |  | 9             | Cuatto Volley Giaveno                                      | 0             | 0             |               |   |   |             |                             |             |              |             |   |   |       |       |       |       |       |       |       |  |
|  | 9        | Cuatto Volley Giaveno      | 1        | 3        |  |  |               |                                                            |               |               |               |   |   | 1           | Futura Volley Busto Arsizio | 3           | 1            | 0           |   |   |       |       |       |       |       |       |       |  |
|  |          |                            |          |          |  |  |               |                                                            | 5             | Imoco Volley  | 0             | 3 | 3 |             |                             |             |              |             |   |   |       |       |       |       |       |       |       |  |
|  |          |                            |          |          |  |  | 4             | Gruppo Sportivo Oratorio Pallavolo Femminile Villa Cortese | 3             | 1             | 1             |   |   |             |                             |             |              |             |   |   |       |       |       |       |       |       |       |  |
|  |          |                            |          |          |  |  | 5             | Imoco Volley                                               | 1             | 3             | 3             |   |   |             |                             |             |              |             |   |   |       |       |       |       |       |       |       |  |
|  |          |                            |          |          |  |  |               |                                                            |               |               |               |   |   | 5           | Imoco Volley                | 2           | 2            | 3           | 1 |   |       |       |       |       |       |       |       |  |
|  |          |                            |          |          |  |  |               |                                                            |               |               |               |   |   |             |                             | 2           | River Volley | 3           | 3 | 2 | 3     |       |       |       |       |       |       |  |
|  |          |                            |          |          |  |  | 3             | Volley Bergamo                                             | 3             | 1             | 3             |   |   |             |                             |             |              |             |   |   |       |       |       |       |       |       |       |  |
|  |          |                            |          |          |  |  | 6             | Chieri Torino Volley Club                                  | 1             | 3             | 2             |   |   |             |                             |             |              |             |   |   |       |       |       |       |       |       |       |  |
|  |          |                            |          |          |  |  |               |                                                            |               |               |               |   |   | 3           | Volley Bergamo              | 2           | 0            |             |   |   |       |       |       |       |       |       |       |  |
|  |          |                            |          |          |  |  |               |                                                            | 2             | River Volley  | 3             | 3 |   |             |                             |             |              |             |   |   |       |       |       |       |       |       |       |  |
|  |          |                            |          |          |  |  | 2             | River Volley                                               | 3             | 3             |               |   |   |             |                             |             |              |             |   |   |       |       |       |       |       |       |       |  |
|  | 7        | Robursport Volley Pesaro   | 3        | 3        |  |  | 7             | Robursport Volley Pesaro                                   | 2             | 0             |               |   |   |             |                             |             |              |             |   |   |       |       |       |       |       |       |       |  |
|  | 10       | Volley 2002 Forlì          | 0        | 0        |  |  |               |                                                            |               |               |               |   |   |             |                             |             |              |             |   |   |       |       |       |       |       |       |       |  |

#### Resultat

##### Åttondelsfinaler
| Match 1 |                                      |     |                            |
|         |                                      |     |                            |
| 10-04   | Forlì Bologna - Robursport Pesaro    | 0-3 | 17-25, 22-25, 17-25        |
| 10-04   | Robur Tiboni Urbino - Cuatto Giaveno | 3-1 | 25-21, 22-25, 25-21, 25-23 |

| Match 2 |                                      |     |                     |
|         |                                      |     |                     |
| 14-04   | Cuatto Giaveno - Robur Tiboni Urbino | 3-0 | 25-21, 25-21, 25-19 |
| 14-04   | Robursport Pesaro - Forlì Bologna    | 3-0 | 25-18, 25-18, 26-24 |

##### Kvartsfinaler
| Match 1 |                                |     |                                  |
|         |                                |     |                                  |
| 16-04   | Busto Arsizio - Cuatto Giaveno | 3-0 | 25-20, 25-21, 25-18              |
| 16-04   | Villa Cortese - Imoco          | 3-1 | 25-20, 25-21, 23-25, 25-22       |
| 16-04   | River - Robursport Pesaro      | 3-2 | 25-15, 24-26, 22-25, 25-18, 15-9 |
| 16-04   | Bergamo - Chieri Torino        | 3-1 | 25-19, 21-25, 25-22, 25-21       |

| Match 2 |                                |     |                            |
|         |                                |     |                            |
| 19-04   | Cuatto Giaveno - Busto Arsizio | 0-3 | 13-25, 16-25, 19-25        |
| 19-04   | Imoco - Villa Cortese          | 3-1 | 23-25, 25-23, 25-16, 25-16 |
| 19-04   | Robursport Pesaro - River      | 0-3 | 19-25, 22-25, 15-25        |
| 19-04   | Chieri Torino - Bergamo        | 3-1 | 25-19, 30-28, 19-25, 25-23 |

| Match 3 |                         |     |                                   |
|         |                         |     |                                   |
| 22-04   | Villa Cortese - Imoco   | 1-3 | 22-25, 25-15, 20-25, 23-25        |
| 22-04   | Bergamo - Chieri Torino | 3-2 | 21-25, 22-25, 25-22, 25-22, 15-11 |

##### Semifinaler
| Match 1 |                       |     |                                   |
|         |                       |     |                                   |
| 26-04   | Busto Arsizio - Imoco | 3-0 | 25-16, 25-23, 25-19               |
| 26-04   | River - Bergamo       | 3-2 | 25-15, 25-23, 22-25, 21-25, 16-14 |

| Match 2 |                       |     |                            |
|         |                       |     |                            |
| 29-04   | Imoco - Busto Arsizio | 3-1 | 25-18, 18-25, 25-22, 25-18 |
| 29-04   | Bergamo - River       | 0-3 | 20-25, 20-25, 15-25        |

| Match 3 |                       |     |                     |
|         |                       |     |                     |
| 01-05   | Busto Arsizio - Imoco | 0-3 | 21-25, 13-25, 18-25 |

##### Final
| Match 1 |               |     |                                  |
|         |               |     |                                  |
| 05-05   | Imoco - River | 2-3 | 25-22, 25-21, 15-25, 16-25, 8-15 |

| Match 2 |               |     |                                   |
|         |               |     |                                   |
| 07-05   | River - Imoco | 3-2 | 22-25, 16-25, 25-16, 25-21, 17-15 |

| Match 3 |               |     |                                   |
|         |               |     |                                   |
| 09-05   | River - Imoco | 2-3 | 21-25, 19-25, 25-14, 25-16, 12-15 |

| Match 4 |               |     |                           |
|         |               |     |                           |
| 11-05   | Imoco - River | 1-3 | 10-25, 12-25, 25-22, 9-25 |

## Resultat för deltagande i andra turneringar
| Lag                                                        | Turnering                    |
| ---------------------------------------------------------- | ---------------------------- |
| Imoco Volley                                               | CEV Champions League 2013–14 |
| River Volley                                               | CEV Champions League 2013–14 |
| Volley Bergamo                                             | CEV Cup 2013–14              |
| Futura Volley Busto Arsizio                                | CEV Cup 2013–14              |
| Gruppo Sportivo Oratorio Pallavolo Femminile Villa Cortese | CEV Challenge Cup 2013–14    |
| Crema Volley                                               | Serie A2 2013-14             |
| Universal Volley Modena                                    | Serie A2 2013-14             |

## Statistik[7]
| Vunna poäng | Vunna poäng          | Vunna poäng | Vunna poäng                                                |
| Pos.        | Namn                 | Poäng       | Lag                                                        |
| ----------- | -------------------- | ----------- | ---------------------------------------------------------- |
| 1           | Lise van Hecke       | 337         | Robur Tiboni Volley Urbino                                 |
| 2           | Kenny Moreno         | 336         | Robursport Volley Pesaro                                   |
| 3           | Emilija Nikolova     | 305         | Imoco Volley                                               |
| 4           | Margareta Kozuch     | 302         | Futura Volley Busto Arsizio                                |
| 5           | Chiara di Iulio      | 300         | Volley Bergamo                                             |
| 6           | Valentina Diouf      | 294         | Volley Bergamo                                             |
| 7           | Katarina Barun       | 285         | Gruppo Sportivo Oratorio Pallavolo Femminile Villa Cortese |
| 8           | Caterina Bosetti     | 270         | Gruppo Sportivo Oratorio Pallavolo Femminile Villa Cortese |
| 9           | Valdonė Petrauskaitė | 261         | Robur Tiboni Volley Urbino                                 |
| 10          | Carmen Țurlea        | 259         | River Volley                                               |

| Vunna attacker | Vunna attacker       | Vunna attacker | Vunna attacker                                             |
| Pos.           | Namn                 | Poäng          | Lag                                                        |
| -------------- | -------------------- | -------------- | ---------------------------------------------------------- |
| 1              | Lise van Hecke       | 309            | Robur Tiboni Volley Urbino                                 |
| 2              | Kenny Moreno         | 307            | Robursport Volley Pesaro                                   |
| 3              | Emilija Nikolova     | 271            | Imoco Volley                                               |
| 4              | Margareta Kozuch     | 258            | Futura Volley Busto Arsizio                                |
| 5              | Chiara di Iulio      | 252            | Volley Bergamo                                             |
| 6              | Valentina Diouf      | 250            | Volley Bergamo                                             |
| 7              | Katarina Barun       | 248            | Gruppo Sportivo Oratorio Pallavolo Femminile Villa Cortese |
| 8              | Carmen Țurlea        | 236            | River Volley                                               |
| 9              | Cristina Barcellini  | 235            | Imoco Volley                                               |
| 10             | Valdonė Petrauskaitė | 231            | Robur Tiboni Volley Urbino                                 |

| Vunna block | Vunna block          | Vunna block | Vunna block                                                |
| Pos.        | Namn                 | Poäng       | Lag                                                        |
| ----------- | -------------------- | ----------- | ---------------------------------------------------------- |
| 1           | Raffaella Calloni    | 59          | Imoco Volley                                               |
| 2           | Valentina Arrighetti | 53          | Futura Volley Busto Arsizio                                |
| 3           | Raphaela Folie       | 47          | Gruppo Sportivo Oratorio Pallavolo Femminile Villa Cortese |
| 3           | Manuela Leggeri      | 47          | River Volley                                               |
| 5           | Chiara dall'Ora      | 45          | Cuatto Volley Giaveno                                      |
| 6           | Lauren Gibbemeyer    | 43          | Robursport Volley Pesaro                                   |
| 7           | Martina Guiggi       | 41          | River Volley                                               |
| 7           | Ilijana Dugandžić    | 41          | Robur Tiboni Volley Urbino                                 |
| 9           | Ivana Miloš          | 40          | Volley 2002 Forlì                                          |
| 10          | Francesca Devetag    | 38          | Volley Bergamo                                             |
| 10          | Christina Bauer      | 38          | Futura Volley Busto Arsizio                                |

| Serveess | Serveess           | Serveess | Serveess                                                   |
| Pos.     | Namn               | Poäng    | Lag                                                        |
| -------- | ------------------ | -------- | ---------------------------------------------------------- |
| 1        | Valentina Tirozzi  | 25       | Robursport Volley Pesaro                                   |
| 2        | Floortje Meijners  | 22       | River Volley                                               |
| 3        | Amaranta Fernández | 18       | Chieri Torino Volley Club                                  |
| 4        | Margareta Kozuch   | 16       | Futura Volley Busto Arsizio                                |
| 5        | Chiara di Iulio    | 15       | Volley Bergamo                                             |
| 5        | Alexandra Klineman | 15       | Gruppo Sportivo Oratorio Pallavolo Femminile Villa Cortese |
| 7        | Monica Ravetta     | 14       | Chieri Torino Volley Club                                  |
| 8        | Lise van Hecke     | 13       | Robur Tiboni Volley Urbino                                 |
| 9        | Caterina Bosetti   | 12       | Gruppo Sportivo Oratorio Pallavolo Femminile Villa Cortese |
| 10       | Emilija Nikolova   | 11       | Imoco Volley                                               |
| 10       | Christina Bauer    | 11       | Futura Volley Busto Arsizio                                |

| Perfekta mottagningar | Perfekta mottagningar | Perfekta mottagningar | Perfekta mottagningar       |
| Pos.                  | Namn                  | Poäng                 | Lag                         |
| --------------------- | --------------------- | --------------------- | --------------------------- |
| 1                     | Valentina Tirozzi     | 330                   | Robursport Volley Pesaro    |
| 2                     | Michela Molinengo     | 277                   | Cuatto Volley Giaveno       |
| 3                     | Francesca Marcon      | 270                   | Futura Volley Busto Arsizio |
| 4                     | Giulia Leonardi       | 241                   | Futura Volley Busto Arsizio |
| 5                     | Monica de Gennaro     | 233                   | Robursport Volley Pesaro    |
| 6                     | Immacolata Sirressi   | 227                   | Chieri Torino Volley Club   |
| 6                     | Jelena Blagojević     | 227                   | Volley Bergamo              |
| 8                     | Enrica Merlo          | 207                   | Volley Bergamo              |
| 9                     | Valdonė Petrauskaitė  | 196                   | Robur Tiboni Volley Urbino  |
| 10                    | Chiara Di Iulio       | 193                   | Volley Bergamo              |

OBS: Uppgifterna gäller enbart grundserien